# Olsza zielona
Olsza zielona, kosa olcha (Alnus alnobetula (Ehrh.) K.Koch) – gatunek krzewu należący do rodziny brzozowatych (Betulaceae A. Gray). Występuje w Ameryce Północnej, w Europie i w Azji (m.in. na Syberii i na Kamczatce), sięgając na północ aż do 70 stopnia szer. geogr. W Polsce na naturalnych stanowiskach występuje wyłącznie w Bieszczadach, wysoko w górach. Można ją spotkać w Tatrach, gdzie została nasadzona. Spełnia tam podobną rolę, jak kosówka – zapobiega erozji i utrwala zbocza.

## Morfologia

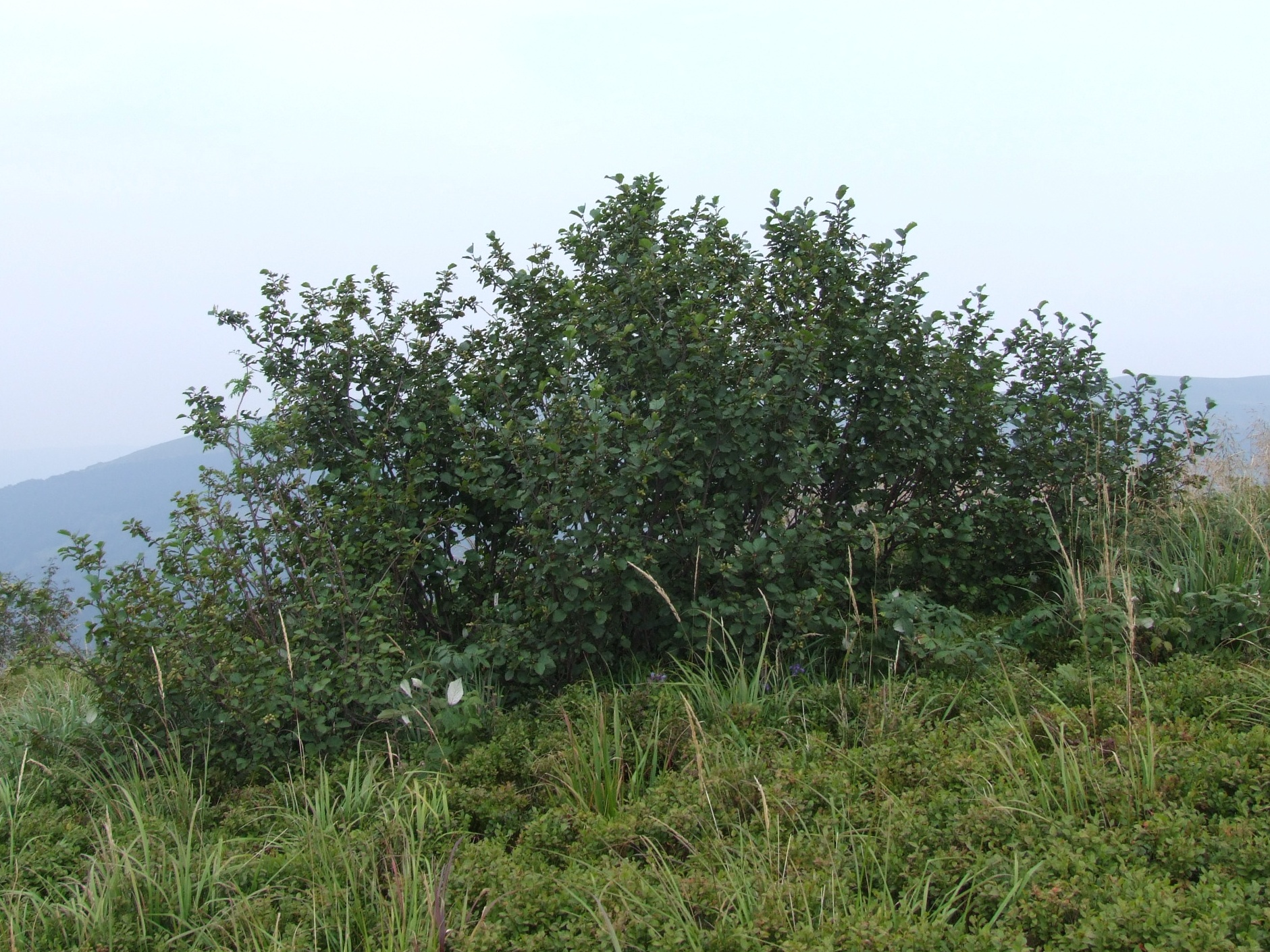
Pokrój

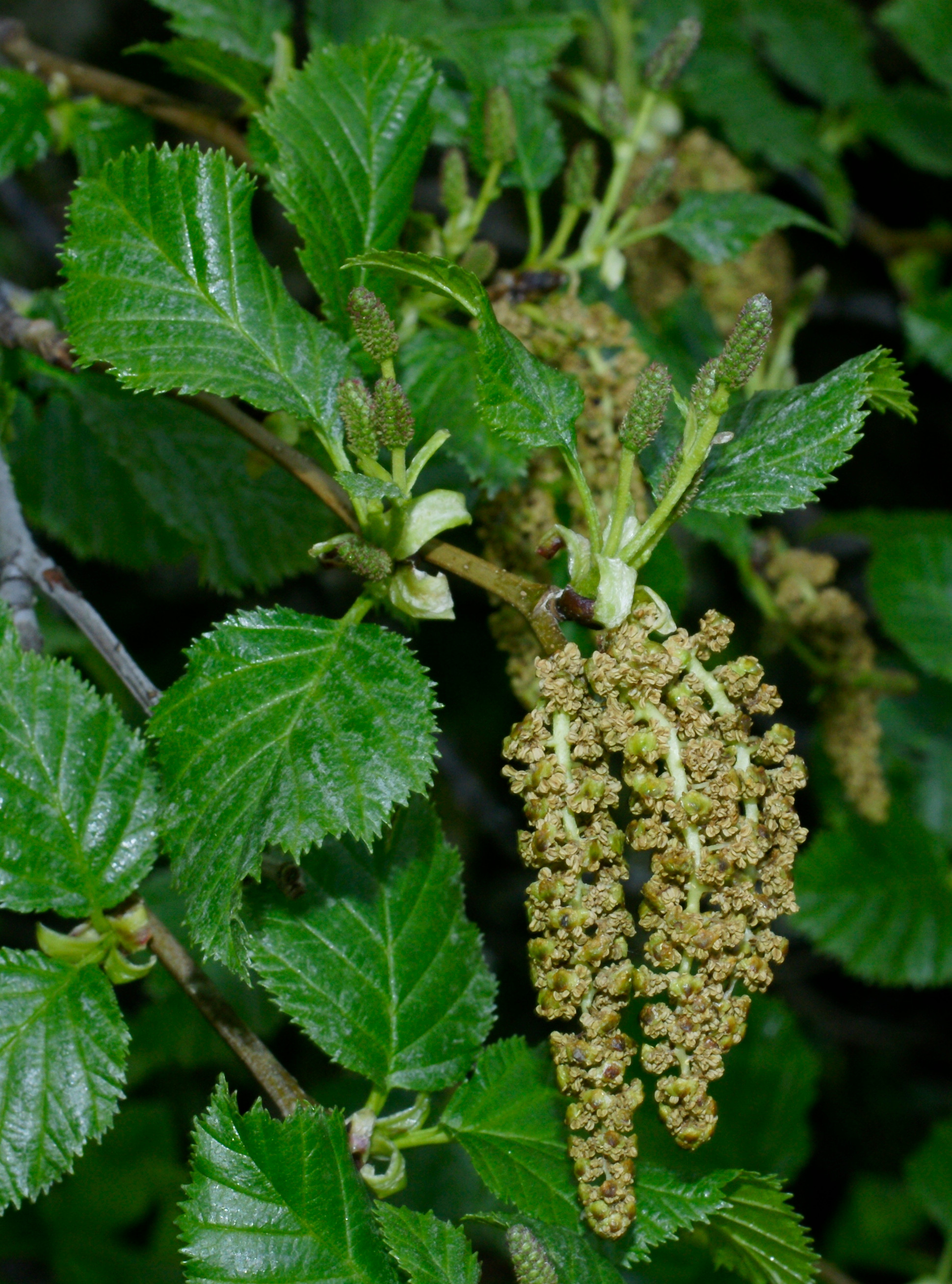
Kwiatostany i liście

PokrójBardzo rozłożysty krzew (rzadko małe drzewko), o gęstych pędach. Osiąga wysokość przeważnie do 2 m, w dobrych warunkach nawet do 4 m.
ŁodygaTworzy liczne pędy wygięte na kształt kosy. Roczne pędy o oliwkowozielonym lub czerwonobrunatnym kolorze są nieco spłaszczone i lekko filcowato owłosione.
PąkiOdstające stożkowate, okryte 4-6 purpurowobrunatnymi lub zielonawymi, orzęsionymi łuskami, czasami nieco lepkie.
LiścieJajowate lub eliptyczne, o długości 3-6 cm, zaostrzone, brzegi podwójnie piłkowane. Nerwy wyraźnie widoczne, w liczbie 5–10 par, w kątach nieco owłosione.
KwiatRoślina jednopienna, o oddzielnych kwiatostanach męskich i żeńskich występujących na tej samej roślinie. Już przed zimą na gałązkach występują kwiatostany męskie i żeńskie, które zakwitną dopiero na wiosnę. Zakwitają równocześnie z rozwojem liści (kwiecień-maj) i są wiatropylne.
OwocKuliste lub jajowate owocostany, silnie zdrewniałe, przypominające wyglądem szyszki, zawierające oskrzydlone orzeszki. Długo utrzymują się na roślinie.

## Biologia i ekologia
W Polsce jest gatunkiem wysokogórskim. W Bieszczadach występuje ponad górną granicą bukowych lasów, zarastając połoniny, na których zaprzestano wypasu bydła, a także opuszczone pola uprawne. Najniższe jej stanowisko znajduje się w Orelcu (464 m n.p.m.). Szczególnie obficie rośnie wzdłuż potoków. W klasyfikacji zbiorowisk roślinnych gatunek charakterystyczny dla Ass. Pulmonario-Alnetum viridis. Jest jednym z nielicznych w Polsce gatunków roślin, który zwiększa swój zasięg schodząc z wysokich gór w dół. Liczba chromosomów 2n = 28.